# 涉外婚婦
涉外婚婦（英語：Kept Mistress of Foreigners)、受保護婦女（英語：Protected Women）是人類學術語，為涉外婚姻及情婦的混成詞，指與外籍男子非婚同居(或姬侍、外室)的華人婦女群體。

## 歷史
自鴉片戰爭後香港開埠開始，歐洲裔與亞洲族裔（猶太裔、印度裔、巴斯裔、亞美尼亞裔、海外华裔）來港經商，不少男子離鄉背井多年，基於生理和心理需要，包養或保護一些華人婦女。無論是華人還是歐籍人士社區，均對這群體歧視或排擠，她們和非婚生子女往往居住在華人社區和歐洲人社區以外，而非婚生子女群體，亦被香港本地史學者稱為香港歐亞混血兒(Eurasians in Hong Kong)。
於1860年在港島般咸道創辦的Diocesan Native Female Training School，非官方中文校名——曰字樓女館、女仔館、女書館，是香港開埠初期一所華裔女子職業訓練學校。於1865年，一份由視學官歐德理博士致輔政司史釗活（Frederick Stewart）函云：「1865年，當發現幾乎每個在那裡學過英文的女學生離校後都成為「涉外婚婦」，這所學校只好被迫暫停」，這是英屬香港時期的港英政府對當時「涉外婚婦」這情況所記述的其中一份歷史檔案。
「涉外婚婦」群體曾於港島中環嘉咸街、吉士笠街、閣麟街、卑利街、樓梯街、伊利近街及士丹頓街擁有物業。1868年，有十名「涉外婚婦」買了在嘉咸街內地段第450號，以信託方式持有，顯示這些在當時被香港社會邊緣化的群體連結起來，互相扶持。
1999年，香港本地史學者施其樂牧師（Rev. Carl Thurman Smith）為涉外婚婦及香港歐亞混血兒納入其整理的香港歷史檔案《施其樂牧師資料集》（The Carl T. Smith Collection）中。

## 例子
- 香港歐亞混血兒家族——何東家族的淵源，英國荷兰籍犹太人Charles Henry Maurice Bosman(1839-1892)與祖籍廣東寶安縣的蜑家漁民女子施娣(何東太夫人)
- 1852年美國鴉片煙船長出身商人James Bridges Endicott(1814-1870)與澳門蜑家漁民女子Akew Ng(音譯:吳亞嬌)同居，其後輾轉吉士笠街被香港民間口述歷史稱為「紅毛嬌街」

### 歷史檔案
- Charles Henri Maurice BOSMAN c.1839-1892 （页面存档备份，存于）
- James Bridges ENDICOTT 1814-1870 （页面存档备份，存于）
- Akew NG c.1820-c.1881 （页面存档备份，存于）
- 高添強 香港史研究者施其樂牧師（1918-2008） （页面存档备份，存于）
- 施其樂牧師資料集 （页面存档备份，存于）
- Historic Building Appraisal Building Remains at Cochrane Street and Gutzlaff Street, Central, Hong Kong Island （页面存档备份，存于）
- Hong K ong Museum Journal - LCSD Museums （页面存档备份，存于）

### 書籍
- 《中國婦女傳記辭典: 清代卷》, 1644-1911 陳志明：〈吳亞嬌〉 （页面存档备份，存于）
- 《教科書不會教的 36 個香港歷史人物》 作者：港識多史 出版社：亮光文化 2021年7月  章節025 〈水上蜑家婦女成為傳奇地主 吳嬌〉
- CACHe X RTHK 香港歷史系列:教學及活動資源套 （页面存档备份，存于）
- 鄭宏泰、黃紹倫，《婦女遺囑藏著的秘密──人生、家庭與社會》
- 卓加真，中國稗官與正史上的女性譯者 （页面存档备份，存于）
- 《非我族裔：戰前香港的外籍族群》作者：丁新豹
- 《香港老大: 何東》作者：鄭宏泰、黃紹倫

### 其他
- 【香港歷史】評19世紀香港開埠初期的涉外婚婦和歐亞混血兒
- 香港烈女「紅毛嬌」的傳奇人生：從洋人情婦搖身中環大地主，卻成為首位破產的香港人 （页面存档备份，存于）
- 何東爵士
- 赌王的姻亲：香港婚姻一百年 （页面存档备份，存于）
- 赌王家族传奇之——姐妹间的宫斗生活 （页面存档备份，存于）
- 赌王的姨太太们：港澳婚姻一百年 （页面存档备份，存于）
- 奇女子吳亞嬌 （页面存档备份，存于）
- 古諮會再評級-中環閣麟街百年樓-源於-掟煲費 （页面存档备份，存于）
- 嘉咸街重建涉百年古蹟-團體呈保育計劃書
- GENDER & SPACE AT TAI KWUN RECLAIMS THE HISTORY OF WOMEN IN HONG KONG （页面存档备份，存于）
- Hong Kong’s ‘protected women’: the forgotten females of city’s patriarchal 19th-century society （页面存档备份，存于）

## 另見
- 香港蜑家人
- Tanka people（英语：Tanka people）:英語維基百科條目，有關蜑家婦女，protected woman及 kept mistress of foreigners的記述
- 香港開埠初期歷史
- 香港歐亞混血兒
- 吴亚娇
- 施其樂
- 曰字樓女館
- 皇仁書院